# Litophasia sulcifacies
Litophasia sulcifacies là một loài ruồi trong họ Tachinidae.